# カミーユ・モンターニュ

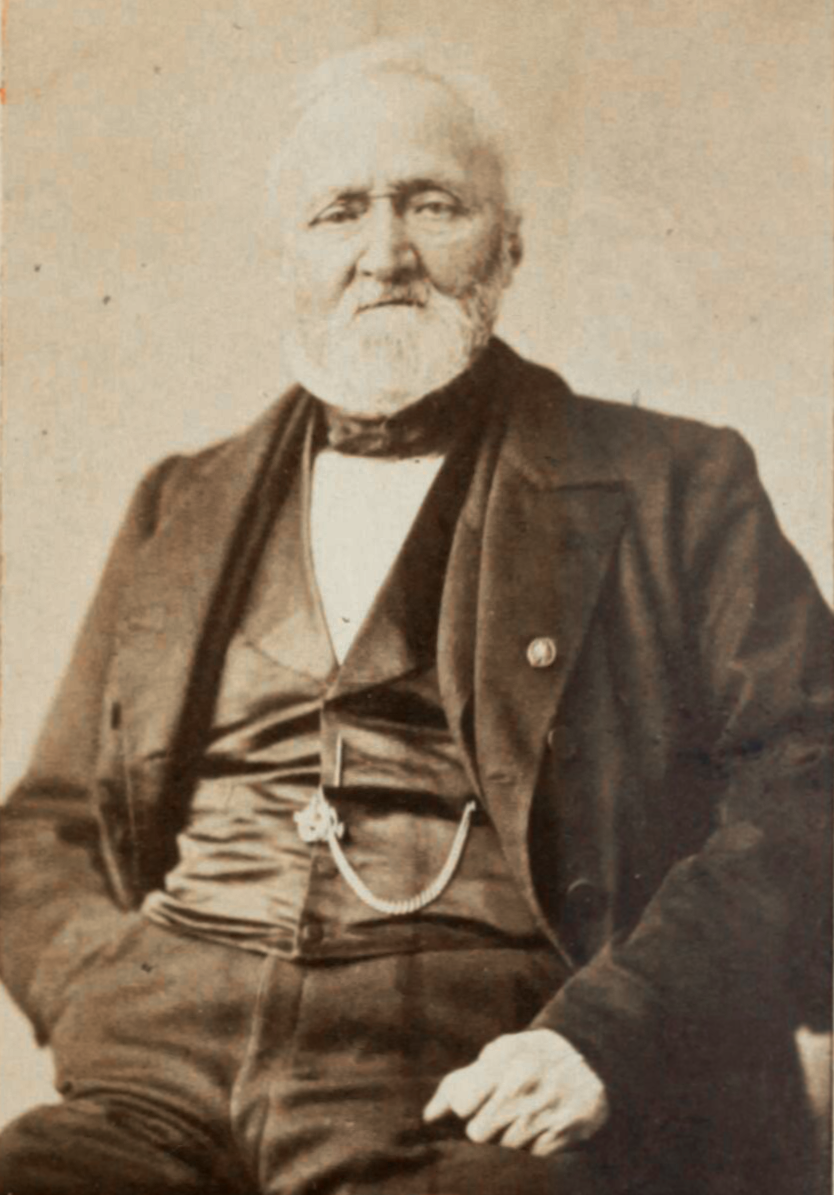
Camille Montagne (1784-1866)

カミーユ・モンターニュ（Jean Pierre François Camille Montagne、1784年2月15日 - 1866年12月5日）はフランスの軍医、植物学者である。隠花植物（蘚苔類、菌類）の研究を専門とした。

## 略歴
セーヌ＝エ＝マルヌ県のヴォドワ＝アン＝ブリで生まれた。14歳でフランス海軍に入り、ナポレオンのエジプト遠征にも参加した。1802年にフランスに戻り、医学を学び2年後、軍医となった。48歳になった1832年に隠花植物の研究に専念するために軍を退役した。1853年にフランス科学アカデミーの会員に選ばれた。
1845年にジャガイモ疫病菌のPhytophthora infestansを最初に記載した科学者であり、Phytophthora infestans はジャガイモ飢饉を起こしたエキビョウキンである。またフランス領ギアナ固有の菌類の研究でも知られる。
キク科の植物の属名、Montagnaea や　ハラタケ科の菌類の属名Montagnites に献名されている。

## 著作
- Ramón de la Sagraと共著: Histoire physique, politique et naturelle de l'ile de Cuba; Teil 10; 1842 (Online)
- Karl Müllerと共著: Morphologischer Grundriss der Familie der Flechten; 1851